# Stazione di La Rustica Città
La stazione di La Rustica Città è una fermata ferroviaria posta sulla linea Roma-Pescara. Serve il quartiere della Rustica della città di Roma.

## Strutture e impianti

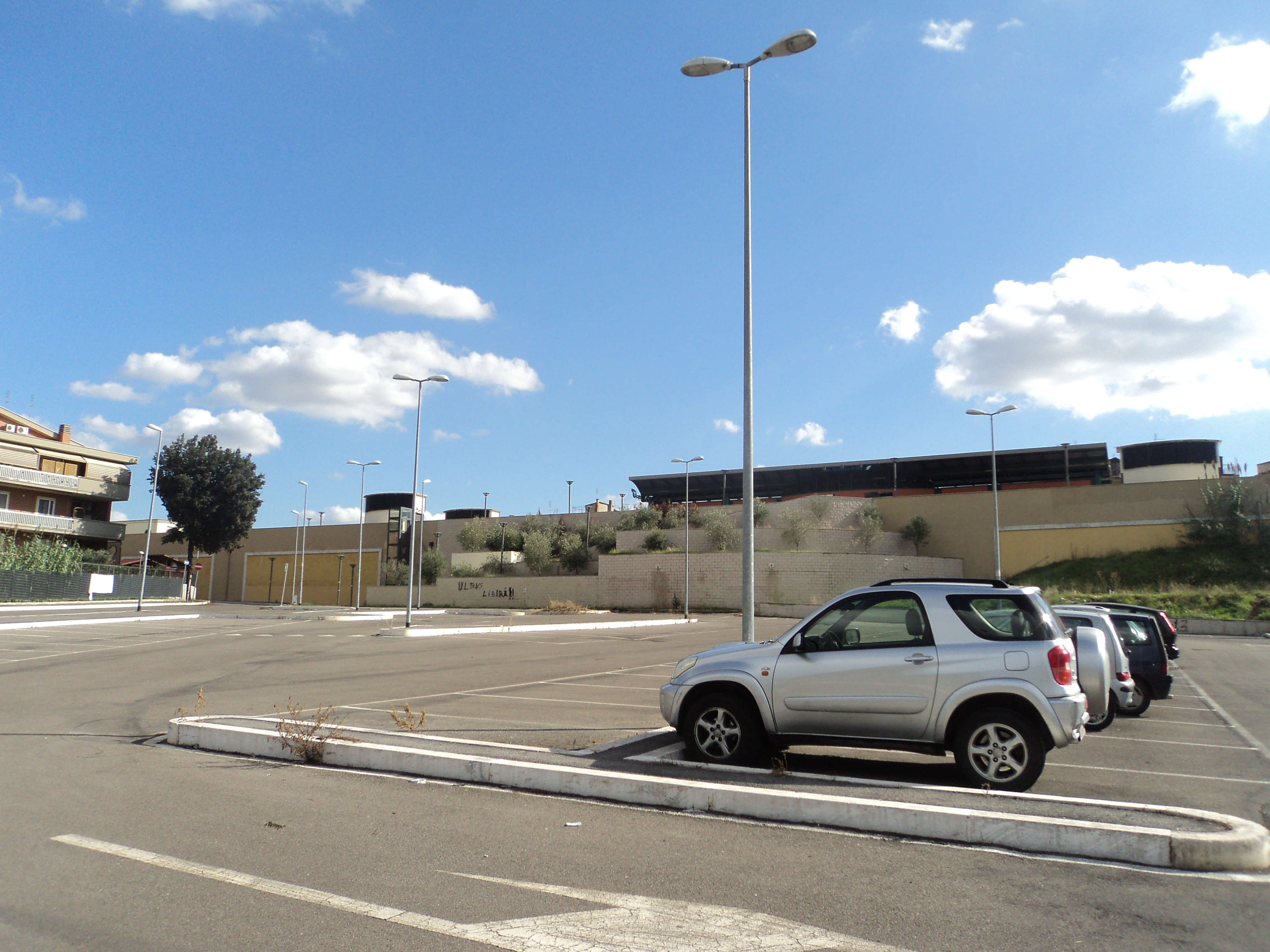
Il parcheggio della stazione in Via Sileno

La stazione è stata realizzata nel quartiere La Rustica, all'interno della galleria artificiale nella trincea della ferrovia Roma-Sulmona-Pescara, raddoppiata fino a Lunghezza e affiancata dalla linea TAV per Napoli.
La zona era dapprima servita dalla sola fermata di La Rustica UIR (denominata semplicemente "La Rustica") che si trova al di fuori del quartiere. Con l'attivazione della stazione di La Rustica Città, la zona è raggiungibile dalla stazione Tiburtina in 15 minuti circa.
È l'ultima stazione della linea FL2 posta all'interno dell'anello del Grande Raccordo Anulare che si incontra provenendo da Roma.
All'interno del complesso della stazione vi è anche un parco con panchine e giochi per bambini, inaugurato nel 2007 ma mai aperto al pubblico.
La stazione dispone di due parcheggi, uno posto su Via Vertunni, l'altro in Via Sileno.

## Movimento
Dal 9 dicembre 2007, nei giorni lavorativi, c'è un treno ogni 30 minuti tra Roma Tiburtina e Lunghezza, ed un treno ogni ora per Guidonia Montecelio e Tivoli; nelle ore di punta mattutine c'è un treno ogni 10/15 minuti in direzione di Roma Tiburtina. Vi fermano inoltre anche treni regionali da/per Avezzano.
La stazione è servita dalla linea .

## Servizi
L'area dedicata al traffico passeggeri, è dotata di un impianto di videosorveglianza e di altoparlanti per gli annunci sonori di arrivo e partenza treni.

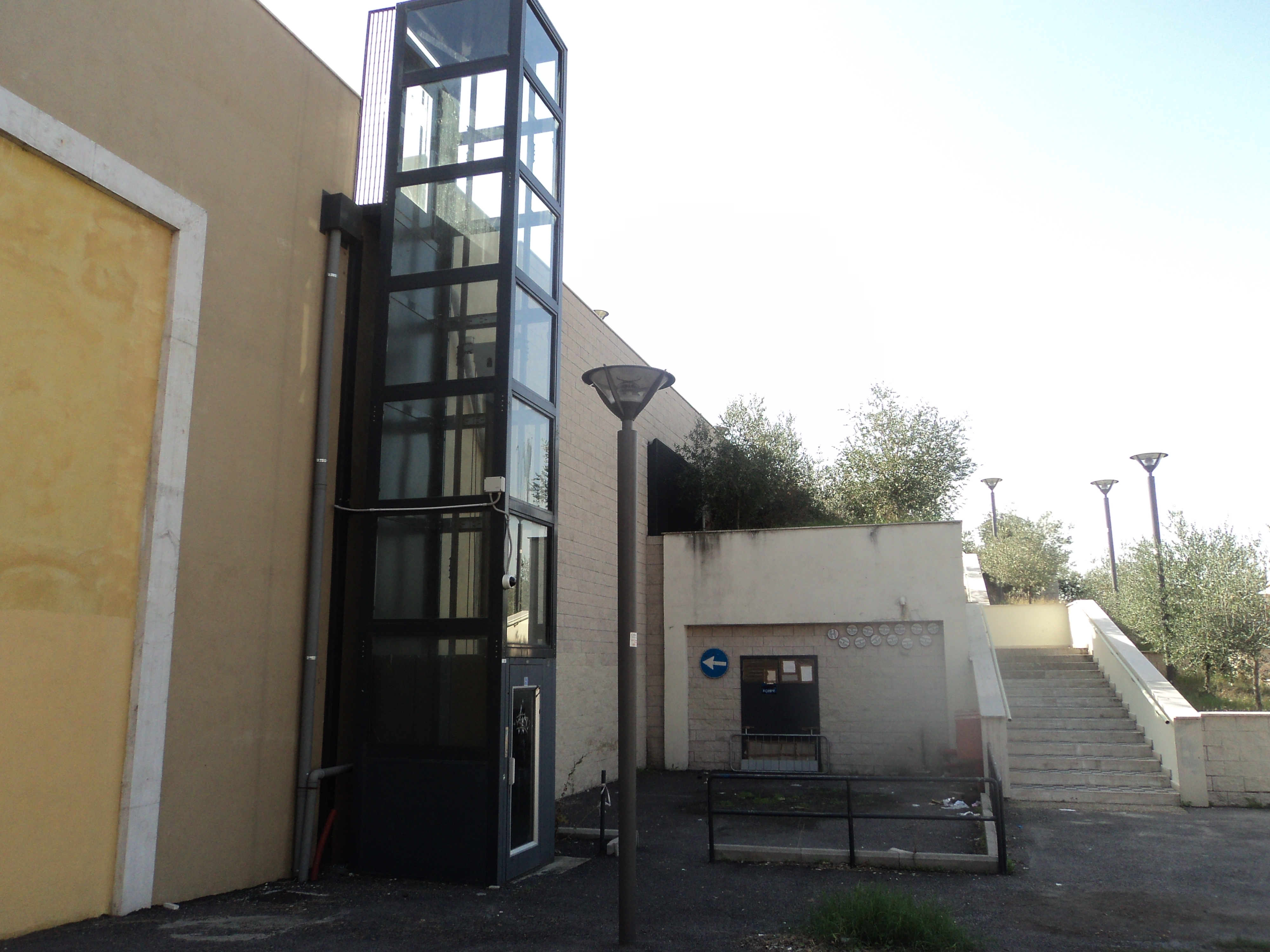
L'entrata da Via Sileno e uno degli ascensori

- Parcheggio

## Interscambi
- Fermata autobusTROIANI ATAC
  - Linee 447 - 543 - n543